# Amagerværket
Amagerværket er et biomassefyret kraftvarmeværk beliggende på Amager i København med en samlet produktionskapacitet på 650 MJ/s varme og 218 MW el.
Amagerværket er ejet af HOFOR og kan forsyne, hvad der svarer til 60 pct. af varmebehovet i København og 35 pct. af fjernvarmebehovet i det storkøbenhavnske område.  I alt er 99 pct. af københavnerne forsynet med fjernvarme.
Det øvrige varmebehov i hovedstadsområdet dækkes af andre (overvejende biomassefyrede) kraftvarmeværker samt af affaldsforbrændingsanlæg og varmepumper m.v.
HOFOR købte Amagerværket fra det statsejede svenske Vattenfall i juni 2013. HOFOR har efter overtagelsen opført den biomassefyrede blok 4 (AMV4), som i 2020 erstattede den kulfyrede blok 3 (AMV3), der lukkes ned. Værket bruger sand til at blæse biomassen rundt i et stort bål på 800 grader inde i kedlen. Værket vedligeholdes hver sommer så det er klar til vinterdriften.
Amagerværket har herefter to kraftværksblokke, hhv.:
·   AMV1: (250 MJ/s varme og 68 MW el) - der fyres med træpiller (ca. 250.000 tons/år)
·   AMV4: (400 MJ/s varme og 150 MW el) - der fyres med træflis (ca. 1,2 mio. tons/år). Årlig energiproduktion er 10 PJ varme og 1.000 GWh el.
Såvel træpiller som træflis er produceret af affaldstræ og resttræ, fx udtyndingstræ fra skovpleje, som ikke kan anvendes til andre formål.  Leverandørerne af biomassen er certificerede efter internationale standarder for bæredygtighed af biomasse, primært SBP-certificering, som sikrer skovenes biodiversitet samt en systematisk genplantning af træer. Derved holdes den samlede skovmasse konstant eller stigende, hvilket er afgørende for, at optaget af CO2 bevares eller øges, så forbruget af biomasse giver en reel og markant fossil-CO2-reduktion sammenlignet med fortsat brug af fossile brændsler. Brug af biomasse på Amagerværket giver en fossil-CO2-reduktion på 80- 95 pct. sammenlignet med kul.
Fra 2020 vil 80 pct. af fjernvarmen i København være produceret på CO2-neutrale brændsler, hvilket bidrager markant til at realisere Københavns Kommunes mål om at blive verdens første CO2-neutrale hovedstad i 2025.
Fra Amagerværket løber Københavns Fjernvarmetunnel 35 meter under overfladen fire kilometer via Adelgade til Fredensgade på Nørrebro. Tunnelen blev taget i brug 2009 og er Danmark største fjernvarmetunnel med en diameter på 4,2 meter, og har også fjernkøling.
AMV4 har en lysdekoration indtil midnat, som koster 300 kr i døgnet.
Amagerværket er nabo til "Skibakken", der er et affaldsforbrændingsanlæg, ejet af ARC og tegnet af BIG Architects.